# 季戈拉

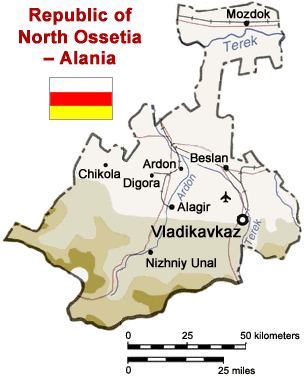
北奥塞梯共和国地图

季戈拉（俄语：Дигора́，奥塞梯语：Дигорæ），是俄罗斯北奥塞梯共和国的一个城镇，该镇位于首府弗拉季高加索西北49公里的捷列克河支流Uredon河两岸，方位是43°9′29″N 44°9′25″E / 43.15806°N 44.15694°E，人口为11,819人（2002年俄罗斯人口普查）。
季戈拉建城于1852年，起初的名字为Volno-Khristianovsky（Во́льно-Христиа́новский）。之后改称Novokhristianovskoye（Новохристиа́новское）和Khristianovskoye（Христиа́новское）。1934年改为现在的名字季戈拉，在1964年确立了城镇地位。  